# Jonathan Leko
Jonathan Kisolokele Leko (Kinshasa, 24 april 1999) is een Engels voetballer van Congolese afkomst die bij voorkeur als vleugelspeler speelt. Hij stroomde in 2015 door vanuit de jeugd van West Bromwich Albion.

## Clubcarrière
Leko werd geboren in de Congolese hoofdstad Kinshasa. Vanaf zijn acht jaar groeide hij op in Engeland. Op 23 september 2015 maakte hij als zestienjarige zijn opwachting in het eerste elftal in de League Cup tegen Norwich City als invaller van Stéphane Sessègnon. Op 2 april 2016 debuteerde de Engels jeugdinternational in de Premier League tegen Sunderland AFC als invaller voor Saido Berahino. Eén week later kwam Leko opnieuw als invaller in het veld in het competitieduel tegen Manchester City.

## Interlandcarrière
In 2015 debuteerde Leko in Engeland –17. Daarvoor speelde hij reeds elf interlands voor Engeland –16.